# Pawieł Kustow
Pawieł Kustow, ros. Павел Кустов (ur. 1965) – radziecki skoczek narciarski narodowości rosyjskiej. Najlepsze wyniki w Pucharze Świata osiągnął w sezonie 1989/1990, kiedy zajął 21. miejsce w klasyfikacji generalnej.
Startował na mistrzostwach świata w Lahti oraz Val di Fiemme oraz mistrzostwach świata w lotach, ale bez sukcesów.

## Puchar Świata w skokach narciarskich

### Miejsca w klasyfikacji generalnej
- sezon 1987/1988: -
- sezon 1988/1989: 57
- sezon 1989/1990: 21
- sezon 1990/1991: -

### Miejsca na podium chronologicznie
- Liberec (14 stycznia 1990) - 3. miejsce

## Puchar Świata w lotach narciarskich

### Miejsca w klasyfikacji generalnej
- sezon 1991/1992: 13

## Mistrzostwa świata w lotach
- Indywidualnie
  - 1990 Vikersund (NOR) – 19. miejsce

## Mistrzostwa świata
- Indywidualnie
  - 1989 Lahti (FIN) – 34. miejsce (duża skocznia), 12. miejsce (normalna skocznia)
  - 1991 Val di Fiemme (ITA) – 55. miejsce (duża skocznia), 49. miejsce (normalna skocznia)
- Drużynowo
  - 1989 Lahti (FIN) – 4. miejsce